# Nike (azienda)

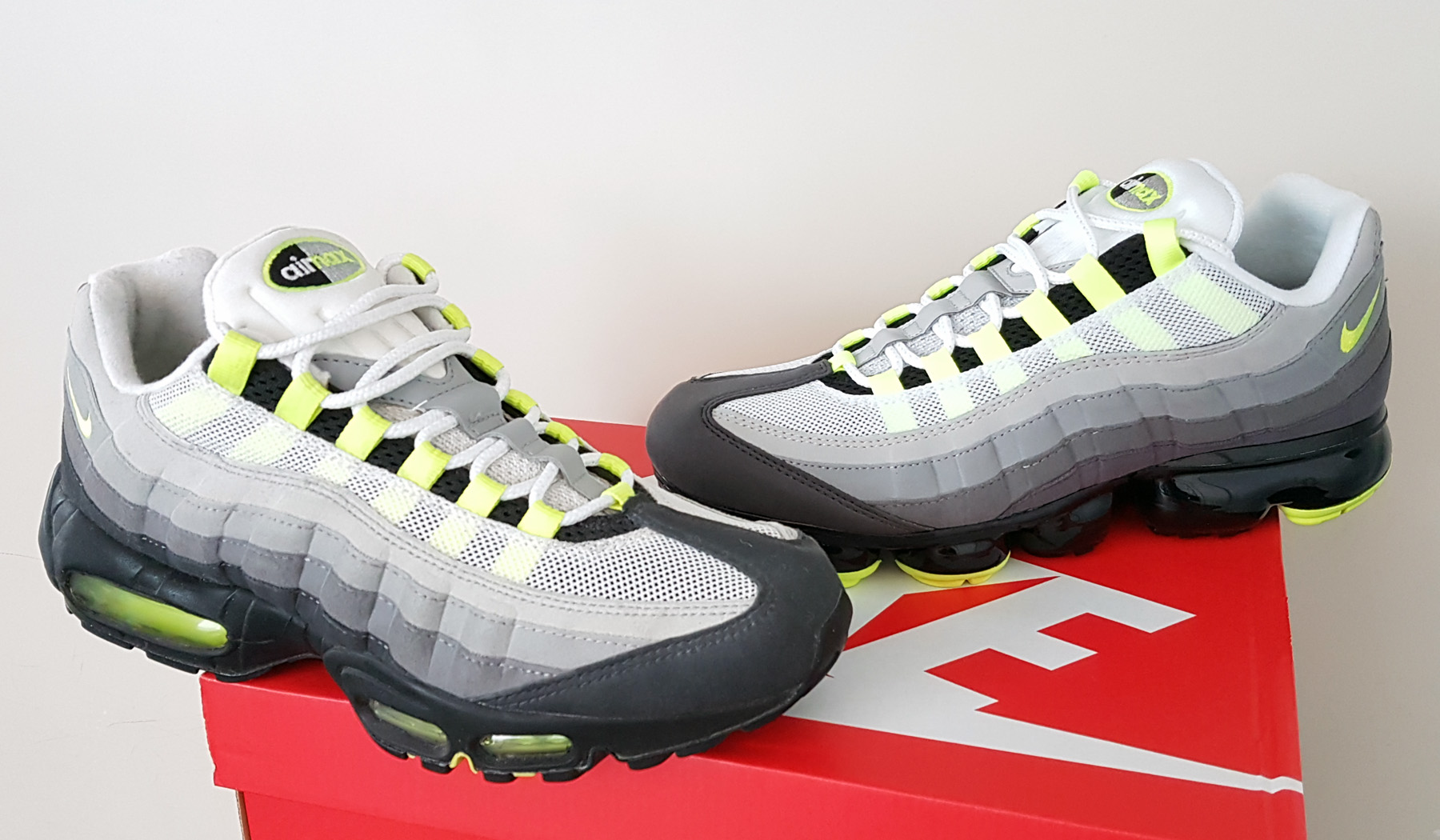
Una Αir Max 95 e una Vapormax 95.

Nike, Inc. (pronunciato ufficialmente /ˈnaɪki/, ma fuori dagli Stati Uniti talvolta anche /ˈnaɪk/) è una multinazionale statunitense che produce calzature, abbigliamento e accessori sportivi.  Il nome dell'azienda è ispirato alla dea greca della vittoria Nike (pronunciato /ˈnike/ in italiano, Νίκη /ˈni.ci/ in greco moderno), una dea alata in grado di muoversi ad alta velocità, la cui rappresentazione più famosa, una scultura esposta al Museo del Louvre, è la Nike di Samotracia.
Il marchio ha un logo semplice e rapidamente riconoscibile: il cosiddetto Swoosh, una virgola capovolta e orizzontale. 
Esso è stato creato da Carolyn Davidson nel 1971 come rappresentazione stilizzata dell'ala della dea.
La società è il più grande fornitore di attrezzature sportive al mondo.
Nel 2013 è diventata membro del Dow Jones Industrial Average, sostituendo Alcoa.

## Storia

### I primi anni
L'azienda nasce il 25 gennaio 1964, quando Bill Bowerman (allenatore) e Phil Knight (appassionato mezzofondista) creano il marchio "Blue Ribbon Sports" (BRS)  per importare scarpe sportive Tiger dal Giappone dalla Onitsuka. In pochi mesi sono vendute 1 300 paia di scarpe da corsa, nel 1965 le vendite raggiungono quota 20 000. Nel 1966 BRS apre il suo primo negozio al dettaglio a Santa Monica, in California; l'anno successivo, grazie all'aumento delle vendite, BRS apre nell'East Coast, a Wellesley, nel Massachusetts. 
Nel 1971 si ruppero i rapporti con i giapponesi che decisero di vendere per conto proprio. Il 30 maggio 1971 nasce Nike, Inc. con il logo disegnato per 35 dollari da una studentessa di grafica, Carolyn Davidson.
Il nome del marchio è consigliato da Jeff Johnson (uno dei collaboratori di Knight) e scelto fra le tante proposte fatte dai 45 collaboratori dell'epoca. Nel 1976 venne assunta la prima agenzia di comunicazione, la John Brown and Partners, con sede a Seattle: nella sua prima campagna venne coniato il primo slogan "There is no finish line", in cui non veniva mostrato nessun prodotto Nike. 
È il co-fondatore dell'agenzia, Dan Wieden, a coniare il famoso slogan "Just Do It" per una campagna pubblicitaria Nike del 1988, scelto da Advertising Age come uno dei cinque principali slogan pubblicitari del XX secolo e custodito nello Smithsonian Institute. 
Nel primo annuncio Nike con questo slogan, nel luglio 1988, compare Walt Stack.

### Lo sviluppo
Negli anni Nike amplia la sua linea di prodotti includendo vari sport e diventando il primo produttore mondiale di accessori e abbigliamento sportivo, soprattutto per il calcio, la pallacanestro, il tennis e molte altre discipline sportive. Produce anche orologi da polso, occhiali, abbigliamento casual per adulti e bambini, abbigliamento per il mare. Nel 1988 acquisisce la società di calzature di lusso Cole Haan, seguita dall'acquisto di Bauer Hockey nel 1994. Il primo negozio al dettaglio Nike, soprannominato Niketown, apre nel centro di Portland nel novembre di quell'anno. 
Nel 2002 la Nike rileva la società di abbigliamento da surf Hurley International dal fondatore Bob Hurley. Nel 2003 acquisisce per 309 milioni di dollari Converse, società creatrice della linea di sneakers Chuck Taylor All-Stars.
Nel 2004 rileva Starter e nel 2008 Umbro, note entrambe come produttori del kit della squadra nazionale di calcio inglese. Sempre in quegli anni rivende comunque alcune di queste società per concentrarsi sulle sue principali linee di business. Così nel 2007 vende Starter, nel 2008 Bauer Hockey, nel 2012 Umbro a Iconix Brand Group e nel 2013 Cole Haan ad Apax Partners. A partire dal 2017 Nike controlla due aziende chiave: Converse Inc. e Hurley International.
Nel novembre 2004, sei mesi dopo la morte del figlio Matthew, Knight si dimette da CEO di Nike, ma mantiene la carica di presidente della società. 
Al suo posto è nominato William Perez, ex CEO di SC Johnson & Son Inc., poi sostituito nel 2006 da Mark Parker il quale nel 2017 diventerà anche presidente.

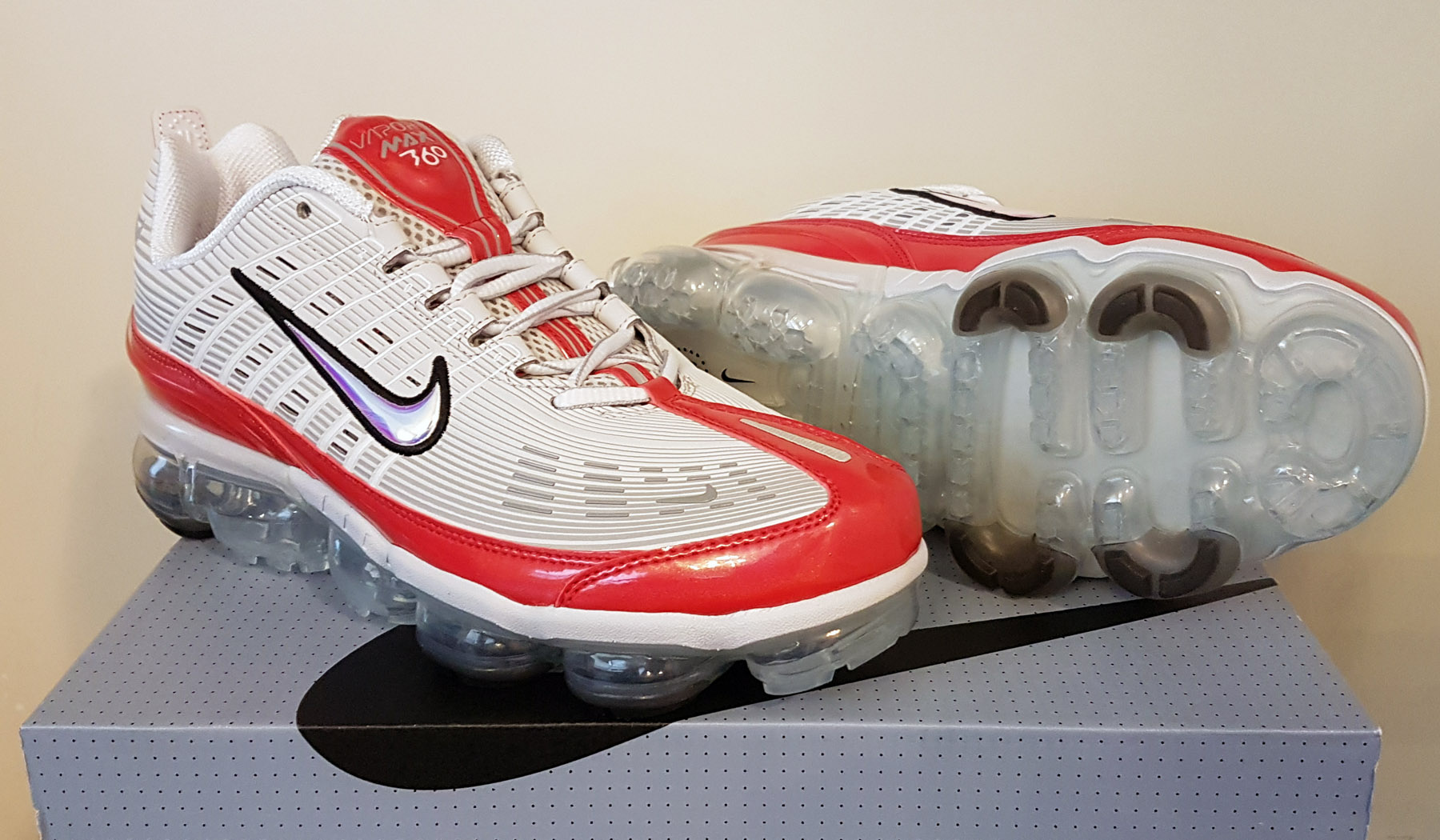
Un paio di Vapormax Plus

Nel marzo 2018 Parker annuncia che si ad agosto dopo la scelta di Trevor Edwards, un dirigente di punta della Nike, come suo possibile successore. In realtà Edwards si fa da parte e Nike annuncia che Parker resterà presidente e CEO oltre il 2020.
Un nuovo avvicendamento viene annunciato nell'ottobre 2019: John Donahoe, ex Ceo di eBay e dal 2014 nel cda della Nike, sostituirà dal 13 gennaio 2020 Mark Parker che resterà nel gruppo come presidente.

## Nike Football

La sponsorship d'esordio di Nike con l' nella stagione 1998-1999: quello con la squadra nerazzurra, tuttora in essere, è tra i legami più duraturi della multinazionale statunitense nel mondo del calcio.

La Nike è il fornitore ufficiale di palloni, tra gli altri, per la FA Premier League dal 2000 e per la Lega Serie A dal 2007 al 2022. La Nike è sponsor tecnico di diverse squadre di calcio, tra club e nazionali. Tra i maggiori club europei spiccano gli spagnoli Futbol Club Barcelona, Atlético Madrid, gli inglesi Liverpool, Chelsea e Tottenham Hotspur, l'italiana Inter, i francesi Paris Saint-Germain (la terza maglia con il marchio Air Jordan), i tedeschi del VfL Wolfsburg, del RB Lipsia e dell'Hertha Berlino, i russi Zenit San Pietroburgo, Spartak Mosca e i turchi del Galatasaray.
I maggiori club sudamericani griffati Nike sono gli argentini Club Atlético Rosario Central, Club Atlético San Lorenzo e i brasiliani Corinthians Paulista. Tra le nazionali spiccano il Brasile, l'Inghilterra, la Francia, i Paesi Bassi, il Portogallo, la Turchia, gli USA, la Norvegia e, da giugno 2024, l'Uruguay.

## Controversie
La Nike è stata criticata per le condizioni di lavoro e i metodi di produzione nelle fabbriche d'oltremare con cui ha contratti commerciali. Come riportato dai più importanti media internazionali, si è scoperto che l'azienda per anni ha sfruttato il lavoro di bambini, dai 5 anni di età, per cucire i propri palloni e vestiti. Tali bambini venivano impiegati per 14-16 ore al giorno in condizioni igieniche pessime, per portare avanti lavori massacranti, in fabbriche buie e malsane, sebbene nel 2002 la Nike ha annunciato che i suoi stabilimenti sarebbero stati controllati dall'Organizzazione Internazionale del Lavoro per salvaguardare e impedire lo sfruttamento minorile. Nell'aprile 2007 in 20 000 sfilano contro la multinazionale nel più grosso sciopero della storia del Vietnam. Gli operai denunciano uno stipendio inferiore al valore di un paio di scarpe. 
La questione è anche citata nel film The Big One del regista Michael Moore, che per il documentario ha incontrato alla fine del film il numero uno della Nike Phil Knight, cofondatore ed ex amministratore delegato della Nike.
Nel 2020 emerse come in Cina, gli Uiguri prelevati forzosamente dal governo venissero impiegati nelle fabbriche della Nike. A diversi organi di stampa non sfuggì come questo avvenisse mentre nel frattempo la multinazionale si spendeva nella campagna pubblicitaria antirazzista a sostegno del movimento Black Lives Matter.